# NXP (Tierernährung)
nXP ist die gängige Kurzbezeichnung für nutzbares Rohprotein am Duodenum (Dünndarm). Sie kennzeichnet also die Menge an Rohprotein, die Milchkühe im Dünndarm vom Futter aufnehmen können.
Das im Darm verfügbare Protein setzt sich beim Wiederkäuer grundsätzlich aus zwei Komponenten zusammen:
- dem im Pansen gebildeten Bakterienprotein und dem
- im Pansen nicht abgebauten Futterrohprotein (UDP).

Der Umfang der Bakterieneiweißsynthese hängt wesentlich von den pansenverfügbaren Stickstoff- und Energiegehalten im Futter ab, deren Verhältnis in Rationsberechnungen über die ruminale Stickstoffbilanz (RNB) ermittelt wird. Der nXP-Gehalt gilt nur bei ausreichender Stickstoffversorgung der Pansenmikroben. 
Das nXP wird in Gramm Gehalt je Kilogramm Trockenmasse des Futtermittels angegeben. Das nXP beträgt bei Weizen rund 150 g/kg Trockenmasse. 

## Bedarfszahlen Milchkuh
Eine Kuh mit einer Lebendmasse von 700 kg hat einen Erhaltungsbedarf von 470 Gramm nXP täglich. Dazu kommt ein leistungsabhängiger Bedarf von 85 g nXP je Kilogramm Milch. Eine 700 kg Kuh mit einer Leistung von 30 kg Milch mit 3,4 % Eiweiß hat einen nXP-Bedarf von 3020 g am Tag, bei einem vergleichbaren Tier mit 40 kg Milch wären es 3870 g nXP.
Um die erforderliche Konzentration nXP in der Futtermischung zu ermitteln, muss der Bedarf durch die tägliche Aufnahme an Trockenmasse geteilt werden.
Abhängig von der Milchmenge sollte das nXP demnach in der Futtermischung zwischen 140 g/kg und 170 g/kg Trockenmasse betragen.